# Ardente (destroyer)
Pour les articles homonymes, voir Ardente.
Le Ardente (fanion « AE ») était un destroyer  (puis, plus tard, un torpilleur) italien, de la classe Indomito, lancé en 1913 pour la Marine royale italienne (en italien : Regia Marina).

## Conception et description
La classe Indomito a été conçue par Luigi Scaglia de la Cantieri Navali Pattison de Naples. Ces navires étaient les premiers grands destroyers de la Regia Marina et les premiers équipés de turbines à vapeur. La classe Indomito a été la première dans la progression des destroyers italiens à être appelée tre pipe ou tre canne pour leurs trois cheminées,.
Les navires mesuraient 72,52 m à la ligne de flottaison (73,00 m hors tout) avec une largeur de 7,3 m et un tirant d'eau de 2,7 m. Ils avaient des arbres jumeaux entraînés par deux turbines à vapeur Tosi, alimentées par quatre chaudières Thornycroft. Le groupe motopropulseur était conçu pour une puissance de 16 000 chevaux-vapeur (12 000 kW) pour déplacer les navires à 30 nœuds (56 km/h), mais avait une puissance maximale de 17 620 chevaux-vapeur d'arbre (13 140 kW) qui propulsait les navires à 35,79 nœuds (66,28 km/h).
Tels qu'ils étaient construits, les navires étaient armés d'un canon de 4,7 pouces (120 mm)/40, de quatre canons de 3 pouces (76 mm)/40 et de deux tubes lance-torpilles de 17,7 pouces (450 mm). En 1914, ils ont été renforcés par deux tubes lance-torpilles supplémentaires. Pendant la Première Guerre mondiale, des rails de guidage permettant de poser jusqu'à dix mines ont été ajoutés aux navires. Des modifications ultérieures apportées pendant la guerre ont permis de remplacer tous les canons par cinq canons de 4 pouces (100 mm)/35 et un seul canon AA de 40 mm (1,6 in)/39. La capacité en carburant a également été augmentée pendant la guerre, passant de 100 tonnes à 128 tonnes afin d'accroître l'endurance, mais l'augmentation du poids a eu l'effet inverse : elle a ralenti les navires et réduit leur endurance.

## Construction et mise en service
Le Ardente est construit par le chantier naval Cantiere navale fratelli Orlando à Livourne en Italie et mis sur cale en 1912. Il est lancé le 13 décembre 1913. Il est achevé et mis en service en 1913. Il est commissionné le même jour dans la Regia Marina.

## Histoire de service
Lorsque l'Italie entre dans la Première Guerre mondiale, le Ardito fait partie, avec les destroyers Audace, Animoso, Ardente et Francesco Nullo, du 1er escadron de destroyers, basé à Brindisi. L'unité est commandée par le capitaine de corvette (capitano di corvetta) Di Loreto.
Le 9 juin 1915, l'unité escorte, avec les destroyers Indomito, Intrepido, Impetuoso, Irrequieto, Insidioso, Animoso, Ardito, Audace et le croiseur éclaireur Quarto, les croiseurs blindés Giuseppe Garibaldi et Vettor Pisani, participant au bombardement des phares de Capo Rodoni et San Giovanni di Medua.
Le 11 juillet, le Ardito, le Ardente, le Animoso et le Audace escortent le croiseur éclaireur Quarto et débarquent l'avant-garde des troupes destinées à débarquer et à occuper l'île de Palagruža, une opération à laquelle participe également le croiseur auxiliaire Città di Palermo, le croiseur éclaireur Marsala, le destroyer Strale et les torpilleurs Clio, Cassiopea, Calliope, Airone, Astore et Arpia participent à l'opération, qui se déroule sans encombre (la seule garnison de l'île est constituée de deux signaleurs, qui se cachent puis se rendent).
Le 17 juillet à 4 heures du matin, le navire, avec les croiseurs blindés Garibaldi, Varese et Vettor Pisani, les destroyers Ardito et Strale et les torpilleurs Airone, Astore, Arpia, Alcione, Clio, Calliope, Centauro et Cigno, participe au bombardement de la voie ferrée Dubrovnik-Kotor. La mission est interrompue après que le Vettor Pisani ait aperçu un sous-marin (U-boot) ennemi à 4h25. A 4h40, alors qu'il retourne à Brindisi, la formation est également attaquée par le sous-marin austro-hongrois U-4 qui torpille et coule le Garibaldi.
Le 3 août 1916, le Ardente (commandé par Tagliavia) navigue avec le destroyer Giuseppe Cesare Abba pour soutenir une attaque de 9 avions contre Durrës, mais pendant la navigation les deux navires sont détournés vers Molfetta, attaquée par les destroyers austro-hongrois SMS Wildfang et SMS Warasdiner soutenus par le croiseur SMS Aspern et les torpilleurs TB 80 et TB 85. Le Ardente subit une panne et est contraint de rejoindre l'escadron de destroyers français "Bory", qui est ensuite envoyé en renfort du Abba. La bataille suivante n'est pas concluante.
Le 11 décembre 1916, à neuf heures du soir, le destroyer, ainsi que le leader de la classe: le Indomito, quittent Vlora pour escorter le cuirassé Regina Margherita vers l'Italie, mais peu après son départ, le grand cuirassé heurte deux mines et coule, chavirant en seulement sept minutes, à moins de deux milles nautiques (3,7 km) du port albanais. Seuls 275 membres de l'équipage du cuirassé peuvent être sauvés, tandis que 674 hommes disparaissent en mer,.
Le 11 mai 1917, il appareille de Venise avec les destroyers Audace, Ardito, Animoso et Abba, pour intercepter un groupe de torpilleurs austro-hongrois (destroyers SMS Csikós et torpilleurs 78 T, 93 T et 96 T) qui est repéré à 15h30, à une distance d'environ 10 000 mètres; mais comme les deux formations ont entre-temps atteint Pula, une importante base navale austro-hongroise, les unités italiennes font demi-tour et rentrent à Venise.
Dans la nuit du 13 au 14 août de la même année, le navire quitte Venise avec les destroyers Audace, Animoso, Abba, Vincenzo Giordano Orsini, Giovanni Acerbi, Giuseppe Sirtori, Francesco Stocco, Carabiniere et Pontiere pour affronter un groupe de navires ennemis - les destroyers SMS Streiter, SMS Réka, SMS Velebit, SMS Scharfschütze et SMS Dinara et 6 torpilleurs - qui onnt soutenu un raid aérien contre la forteresse vénitienne ; Cependant, seul lee Orsini réussit à établir un contact bref et fugace avec les navires autrichiens.
Le 29 septembre 1917, le navire sort en mer avec le Ardito et le Audace et une deuxième formation (le croiseur éclaireur Sparviero, les destroyers Abba, Acerbi, Stocco et Orsini) pour soutenir un bombardement effectué par 10 avions contre Pula. La formation italienne a ensuite un bref affrontement dans la soirée avec une formation austro-hongroise (destroyers SMS Turul, SMS Velebit, SMS Huszár et SMS Streiter et 4 torpilleurs), sans obtenir de résultats significatifs.
Le 16 novembre de la même année, il est envoyé, avec le Orsini, le Acerbi, le Stocco, le Animoso, le Abba et le Audace, pour contrer le bombardement effectué par les cuirassés austro-hongrois SMS Wien et SMS Budapest contre les batteries d'artillerie et les lignes italiennes dans cette zone. Les destroyers soutiennent l'attaque des vedettes-torpilleurs (MAS ou Motoscafo Armato Silurante) 13 et 15 qui, avec celles des avions et des sous-marins F 11 ed F 13, contribuent à perturber l'action de l'ennemi, jusqu'au retrait des deux cuirassés.
Le 18 novembre de la même année, le Ardente, le Abba, le Animoso et le Audace bombardent les lignes autrichiennes entre Caorle et Revedoli.
Le 28 novembre, le Animoso, le Ardente, le Ardito, le Abba, le Audace, le Orsini, le Acerbi, le Sirtori et le Stocco, ainsi que les croiseurs éclaireurs Aquila et Sparviero, quittent Venise et, avec quelques hydravions de reconnaissance, poursuivent une formation autrichienne, composée des destroyers SMS Dukla, SMS Streiter et SMS Huszar et de quatre torpilleurs, qui a bombardé le chemin de fer près de l'embouchure de la rivière Metauro. Les navires italiens doivent abandonner la poursuite lorsqu'ils atteignent le cap Kamenjak, trop proche de Pula.
Le 10 mai 1918, le navire est envoyé à Porto Viro avec le Aquila, le Acerbi, le Sirtori, le Stocco et le Ardito pour fournir un soutien éventuel au raid de MAS qui sera plus tard connu sous le nom de camouflet de Bakar (en italien: beffa di Buccari).
Après la guerre, le Ardente subit des travaux de modification à l'issue desquels l'armement se compose de cinq canons de 102 mm, d'un canon de 40 mm et de quatre tubes lance-torpilles de 450 mm.
En 1929, le navire est déclassé en torpilleur.
Radié en 1937, il est envoyé à la démolition.

## Sources
- (it) Cet article est partiellement ou en totalité issu de l’article de Wikipédia en italien intitulé « Ardente (cacciatorpediniere) » (voir la liste des auteurs).